# GONE.Fludd
ВНЕСТИ ЯК КАНДИДАТА НА ВИДАЛЕННЯ.
GONE. Fludd (дослівно, як «Гон. Фладд»; справжнє ім'я Олександр Олександрович Смирнов; також відомий як Саша Бузе; (4 липня 1994 , Полярний, Мурманська область ) — російський реп-виконавець. Сольну кар'єру розпочав у 2014 році, відтоді випустив п'ять студійних альбомів та вісім EP.
Перший успіх прийшов з виходом альбому «Boys Don't Cry» у складі якого присутні такі пісні як «Мамбл» та «Кубик льда». Справжній успіх прийшов до Олександра Смирнова восени 2018 року з виходом альбому «Суперчуитс» та таких пісень як: «Сахарный человек» та «Дрипсет».

## Життєпис та кар'єра
Народився 4 липня 1994 року в Полярному, проте своє дитинство провів у підмосковному селищі міського типу Тучково.
Закінчив музичну школу за класом гітари .
У 2013 році, разом зі своїми однокласниками, створив у Тучковому музичне об'єднання Sabbat Cult, яке пізніше розпалося. Пізніше музикант познайомився з Богданом Федотовим, більш відомим під псевдонімом fedbobbi. Вони працюють над спільним ЕР альбомом . Першим реп-гуртом, що справив на нього вплив, називає Касту . Псевдонім був обраний на честь англійського лікаря, філософа-містика, астролога, музикознавця та теоретика музики Роберта Фладда .
Найбільшу популярність виконавцю приніс альбом Boys Don't Cry, що вийшов у квітні 2018 року. Дистриб'ютор — Sony Music Russia.
Наприкінці червня того ж року випустиа відеокліп на пісню «Мамбл», у якому відгукується про виконавців мамбл-репу .
У вересні було випусщено альбом «Суперчуитс» . Менше, ніж за тиждень, той набрав понад три мільйони прослуховувань .
Також восени 2018 року Олександр брав участь у зйомках кліпу на пісню Little Big « Skibidi», де вони разом із Моргенштерном виконали ролі бандитів, яких із собою на розбирання взяв вокаліст гурту Ілля Прусікін .
13 грудня артист оголосив про створення об'єднання Glam Go Gang!, до якого, крім артиста, увійшли IROH, Cakeboy та Flipper Floyd .

## Дискографія

### Студійні альбоми
| Назва                       | За участі                                    | Дата виходу       |
| --------------------------- | -------------------------------------------- | ----------------- |
| August Underground          | (у складі SABBAT CULT)                       | 31 січня 2015     |
| «Формы и Пустота»           | Соло                                         | 6 грудня 2015     |
| «HIGH LUST»                 | Соло                                         | 30 жовтня 2016    |
| «Обезьяны В Офисе»          | Lottery Billz                                | 9 червня 2017     |
| «ПРИЛУНЕНИЕ»                | M00NCHILD                                    | 14 серпня 2017    |
| BOYS DON'T CRY              | Соло                                         | 20 квітня 2018    |
| СУПЕРЧУИТС                  | Соло                                         | 27 вересня 2018   |
| «WEEDEDED»                  | CAKEBOY, IROH, Flipper Floyd (GLAM GO GANG!) | 22 серпня 2019    |
| Одиночная Психическая Атака | Соло                                         | 22 листопада 2019 |
| VOODOO CHILD                | Соло                                         | 29 травня 2020    |
| LIL CHILL                   | Соло                                         | 19 лютого 2021    |
| Неизданное (2014-2017)      | (у складі SABBAT CULT)                       | 22 квітня 2022    |
| FLUDDALITY                  | Соло                                         | 20 вересня 2024   |

### Міні-альбоми (EP)
| Назва                  | За участі | Дата виходу    |
| ---------------------- | --------- | -------------- |
| «Принцип СуперПозиции» | IROH      | 14 грудня 2017 |
| DIGITAL FANTAZY        | Соло      | 8 жовтня 2021  |

### Сингли
| Назва                                            | За участі                 | Автор музики                                          | Дата виходу       | Альбом                        |
| ------------------------------------------------ | ------------------------- | ----------------------------------------------------- | ----------------- | ----------------------------- |
| Litup                                            | Соло                      | 50K                                                   | 20 березня2016    | Позаальбомні сингли           |
| Каменный мешок                                   | Соло                      | Bragone                                               | 7 квітня 2016     | Позаальбомні сингли           |
| Crap Talk                                        | Соло                      | SOUTHGARDEN, Nestle Beats                             | 12 травня 2016    | Позаальбомні сингли           |
| Stop Cryin'                                      | AquaLiquid                | M00NCHILD                                             | 9 грудня 2016     | Позаальбомні сингли           |
| Двигай                                           | SUPERIOR.CAT.PROTEUS      | CAKEBOY                                               | 21 липня 2017     | Позаальбомні сингли           |
| Мамбл                                            | Соло                      | Toreno                                                | 12 вересня 2017   | Boys Don't Cry                |
| Пропажа                                          | Соло                      | PRESCO LUCCI                                          | 26 жовтня 2017    | Позаальбомні сингли           |
| 8-967-$$$-$$-$$ II                               | Brooklyn Benzo            | Toreno                                                | 31 серпня 2017    | Позаальбомні сингли           |
| Зашей                                            | IROH                      | Young Flashin, RodThaSavage                           | 25 вересня 2017   | «ПринципСуперПозиции»         |
| Сети                                             | Соло                      | SWIFTNESS2H                                           | 19 листопада 2017 | Boys Don't Cry                |
| 6ix Button Fighter                               | Соло                      | CAKEBOY                                               | 4 березня2017     | Позаальбомні сингли           |
| З. О. Л. О. Т. О.                                | Соло                      | CAKEBOY                                               | 4 липня 2017      | Позаальбомні сингли           |
| Фу-фу-фу!                                        | Соло                      | PRESCO LUCCI                                          | 8 лютого 2017     | Позаальбомні сингли           |
| Serial Chiller                                   | Соло                      | CAKEBOY                                               | 8 лютого 2018     | Boys Don't Cry                |
| Lame Shit                                        | Соло                      | CAKEBOY                                               | 15 березня 2018   | Boys Don't Cry                |
| Crash Bash                                       | FLESH                     | CAKEBOY                                               | 23 серпня 2018    | Позаальбомні сингли           |
| 3D-каталог                                       | Соло                      | CAKEBOY                                               | 24 грудня 2018    | Позаальбомні сингли           |
| Мулабар (Remix)                                  | IROH                      | SWIFTNESS2H                                           | 14 лютого 2019    | Позаальбомні сингли           |
| Glam!                                            | CAKEBOY                   | InfinityRize                                          | 21 травня 2019    | Позаальбомні сингли           |
| Humansuit                                        | Соло                      | CAKEBOY, PRESCO LUCCI                                 | 17 липня 2019     | «Одиночная психическая атака» |
| Проснулся в темноте                              | Соло                      | LAGUNE, SHVRP PRICKLES                                | 8 листопада 2019  | «Одиночная психическая атака» |
| 3:55 Freestyle                                   | CAKEBOY                   | CAKEBOY                                               | 27 квітня 2020    | Voodoo Child                  |
| Soulcalibur Luv                                  | Соло                      | Money Flip                                            | 12 травня 2020    | Voodoo Child                  |
| I Can Kick It                                    | bbno$                     | CLONNEX, PROOVY                                       | 22 травня 2020    | Voodoo Child                  |
| Вторник                                          | Кавер на Кис-Кис          | Technology                                            | 7 липня 2020      | Позаальбомний сингл           |
| Пацаны II                                        | Соло                      | Murdflex                                              | 18 листопада 2020 | Lil Chill                     |
| Dream Garden                                     | Соло                      | Money Flip                                            | 3 лютого 2021     | Lil Chill                     |
| Плохая сука                                      | Соло                      | RealBeatzKitchen                                      | 4 июня 2021       | Позаальбомні сингли           |
| Братва на связи                                  | SQWOZ BAB, blago white    | The First Station                                     | 27 серпня 2021    | Позаальбомні сингли           |
| Тени Хиросимы                                    | Соло                      | Mike Carti, CLONNEX                                   | 3 вересня 2021    | Digital Fantazy               |
| UFO Luv (Live Version)                           | Соло                      | GONE.Fludd                                            | 15 вересня 2021   | Позаальбомні сингли           |
| Traxxxmania (Boris Redwall Remix)                | Соло                      | Boris RedWall                                         | 1 квітня 2022     | Позаальбомні сингли           |
| OVERHEAVEN                                       | Соло                      | CAKEBOY, PROOVY                                       | 30 грудня 2022    | Позаальбомні сингли           |
| СКВИРТАНА                                        | IROH                      | anthony palmer, lagune, PROOVY                        | 3 березня 2023    | Позаальбомні сингли           |
| NIGHTLIFE                                        | i61, Kill Eva, CREAM SODA | CREAM SODA                                            | 29 вересня 2023   | SHELBY III (Deluxe)           |
| ХУДРИЧ                                           | Соло                      | CAKEBOY                                               | 13 жовтня 2023    | FLUDDALITY                    |
| Рапсодия Конца Света                             | Соло                      | TECHNOLOGY BEATS                                      | 24 листопада 2023 | Позаальбомні сингли           |
| 000-000-000                                      | Соло                      | TECHNOLOGY BEATS, George Chitashvili, Maximbeatingyou | 15 грудня 2023    | Позаальбомні сингли           |
| Музыка Сфер (Музыка к фильму «Майор Гром: Игра») | Соло                      | TECHNOLOGY BEATS                                      | 17 травня 2024    | Позаальбомні сингли           |
| Ути-Пути                                         | ЛСП                       | Sqweezey, Vm2up                                       | 21 червня 2024    | FLUDDALITY                    |
| FLASHBACK                                        | CAKEBOY, КлоуКома         | CAKEBOY, PROOVY                                       | 5 липня 2024      | KISS THE WALL                 |
| Лого Бэквудс (Зонтик)                            | CAKEBOY                   | Jetty Gas                                             | 13 вересня 2024   | FLUDDALITY                    |

### Гостьові появи
| Назва                                                                    | За участі                                 | Автор музики                                                  | Дата виходу                                            | Альбом                                       |
| ------------------------------------------------------------------------ | ----------------------------------------- | ------------------------------------------------------------- | ------------------------------------------------------ | -------------------------------------------- |
| Getsuga Tenshou '12                                                      | SUPERIOR. CAT. PROTEUS                    | CAKEBOY                                                       | 15 грудня 2014                                         | Створено з нічого                            |
| Гандікап                                                                 | SUPERIOR. CAT. PROTEUS                    | SUPERIOR. CAT. PROTEUS, SOUTHGARDEN, CAKEBOY                  | 26 квітня 2015                                         | Горе тим, хто програв: Передмова до переваги |
| Гандікап                                                                 | IROH                                      | SUPERIOR. CAT. PROTEUS, SOUTHGARDEN, CAKEBOY                  | 26 квітня 2015                                         | Горе тим, хто програв: Передмова до переваги |
| Відчуження на дні                                                        | CAKEBOY                                   | 27 вересня 2015                                               | Dominion                                               |                                              |
| Не правий                                                                | CAKEBOY                                   | 27 вересня 2015                                               | Dominion                                               |                                              |
| Престиж                                                                  | CAKEBOY                                   | SUPERIOR. CAT. PROTEUS                                        | 1 серпня 2016                                          | Герой хаосу                                  |
| Престиж                                                                  | SUPERIOR. CAT. PROTEUS                    | SUPERIOR. CAT. PROTEUS                                        | 1 серпня 2016                                          | Герой хаосу                                  |
| Танці у петлі                                                            | IROH                                      | CAKEBOY                                                       | 11 червня 2017                                         | Легіон Лід 9                                 |
| Ренегат                                                                  | IROH                                      | CAKEBOY                                                       | 11 червня 2017                                         | Легіон Лід 9                                 |
| Baby                                                                     | Presco Lucci                              | GRAPE SODA 044                                                | 30 червня 2017                                         | SWAG. ALIEN. DISTRICT. II                    |
| Popstar                                                                  | Kid Sole                                  | SONIUS                                                        | 3 серпня 2018                                          | Усі ненавидять Кідді                         |
| So Sexy                                                                  | Presco Lucci                              | Presco Lucci                                                  | 31 травня 2019                                         | SWAG ALIEN DISTRICT III                      |
| Іу                                                                       | Illumate                                  | Frimee                                                        | 4 жовтня 2019                                          | Sync                                         |
| Новий день                                                               | CAKEBOY                                   | CAKEBOY                                                       | 17 жовтня 2019                                         | Шум у голові                                 |
| Hard to Buff                                                             | Yanix                                     | Toreno                                                        | 3 червня 2020                                          | SS 20                                        |
| Зупини мене                                                              | IROH                                      | Acid Timmy, Jack Purple                                       | 5 червня 2020                                          | Моя злочинність                              |
| Гірко                                                                    | Kunteynir                                 | LuckyProduction                                               | 10 липня 2020                                          | Дорога до хмар                               |
| Кулі                                                                     | ЛАУД                                      | ЛАУД                                                          | 12 лютого 2021                                         | Червоний Захід сонця                         |
| І Ф Ф О                                                                  | Thomas Mraz, ккоме                        | ккоме                                                         | 2 квітня 2021                                          | VICTORY                                      |
| Трініті                                                                  | TVETH, LIL SMOOKY                         | Lil Smooky                                                    | 2 липня 2021                                           | KOMPESSOR                                    |
| Лід на шиї                                                               | The Limba                                 | Smock SB                                                      | 23 липня 2021                                          | Anima                                        |
| Плакати Будемо Потім                                                     | Basic Boy                                 | Mojawe                                                        | 18 лютого 2022                                         | Ніщо, Ніколи                                 |
| Гаряча лінія, Я хочу ще, Хула хуп, 100 за 100, Зірвиголова, Підлога-лава | SABBAT CULT, IROH, SUPERIOR. CAT. PROTEUS | CAKEBOY, Presco Lucci, DA Tha Digital Plug, Saluki, Mustelide | 22 квітня 2022                                         | Невидане (2014—2017)                         |
| ФЕЄРІЯ                                                                   | May Wave$                                 | wikee!                                                        | 12 серпня 2022                                         | RAGE BOI WAVY                                |
| Milky Way                                                                | GLEBASTA SPAL                             | GLEBASTA SPAL                                                 | 14 серпня 2022                                         | PREQUEL                                      |
| Льодяне серце                                                            | Пелагея                                   | QП, CAKEBOY                                                   | 22 грудня 2023                                         | VK ПІД ШУБОЮ 2                               |
| FLASHBACK                                                                | CAKEBOY, КлоуКома                         | PROOVY, CAKEBOY                                               | 5 липня (як сингл), 25 жовтня (з релізом альбому) 2024 | KISS THE WALL                                |
| Boom Boom                                                                | ЛАУД                                      | ЛАУД, Maxim CD                                                | 27 вересня 2024                                        | ТанецьГолосЗвук 4                            |

## Відеографія
- 2016 — «Litup»
- 2017 — «Фу-фу-фу!»
- 2017 — «Full Dark, No Stars» (спільно з Lottery Billz)
- 2018 — «Сети»
- 2018 — «Зашей» (спільно з IROH)
- 2018 — «Мамбл»[9]
- 2018 — «Кубик льда»
- 2019 — «Сахарный человек»
- 2019 — «Пустота»
- 2020 — «3:55 Freestyle» (спільно з CAKEBOY)
- 2020 — «Проснулся в темноте» (Mood Video)

- 2021 — «Пацаны II»

- 2021 — «Вкус яда» (Mood Video, спільно з IROH)
- 2021 — «Братва на связи» (Mood Video, спільно з SQWOZ BAB, blago white)
- 2021 — «Traxxxmania»
- 2021 — «Слеза бандита»
- 2024 — «Ути-Пути» (спільно з ЛСП)
- 2024 — «DODONPA» (спільно з CAKEBOY)

## Концертні тури
- 2016 — YungRussia Harvest Time (у складі Sabbat Cult)[13]
- 2018 — Hellfire Tour
- 2018—2019 — «Суперчуттс»
- 2019 — «Summer Tour»
- 2020—2021 — «Voodoo Child Tour»
- 2021—2022 — «Digital Emotions Tour»
- 2024—2025 — «Fluddality Tour»